# Веснянське нафтогазоконденсатне родовище
Веснянське нафтогазоконденсатне родовище — дуже дрібне родовище на сході Полтавської області України. Належить до Машівсько-Шебелинського газоносного району Східного нафтогазоносного регіону України.

## Опис
Родовище відкрили у 2001 році внаслідок спорудження свердловини  № 100/101, яку заклали у південно-східній приштоковій частині Тарасівського соляного штоку. До середини 2020 року тут пробурили ще одинадцять свердловин, в тому числі похило-спрямовану № 103 глибиною 5460 метрів, яка відкрила нафтовий поклад, та свердловину № 107 глибиною 5250 метрів. Шість свердловин було ліквідовано.
Поклади родовища пов'язані із породами касимівського та гжельського ярусів (верхній карбон). Загальна потужність продуктивної товщі досягає 1150 метрів, товщина продуктивних пластів — від  2 до 33 метрів.
У 2011 році в Державній комісії по запасах за родовищем зареєстрували видобувні запаси категорій С1+С2 у розмірі 714 млн м3 газу, 128 тисяч тонн конденсату та 13 тисяч тонн нафти, при цьому накопичений видобуток з родовища вже досяг 122 млн м3 газу та 16 тисяч тонн конденсату.
Родовище розробляє компанія «Укргазвидобування», яка у 2011-му отримала відповідну ліцензію на 20 років. Станом на середину 2020-го в експлуатації знаходилось шість свердловин, з них дві нафтові та чотири газоконденсатні. Останні під'єднали до установки комплексної підготовки газу, здатної приймати до 35 тис. м3 на добу. Установка здійснює вилучення води та конденсату, після чого підготований газ подається по трубопроводу до газокомпресорної станції Хрестище, а конденсат транспортується по конденсатопроводу або автоцистернами до установки підготовки конденсату Машівського родовища.
У 2020 році на родовищі розпочали спорудження похило-спрямованої свердловини № 116 проєктною глибиною 6115 метрів, крім того, велось оформлення дозвільних документів на будівництво розвідувальної свердловини № 113 проєктною глибиною 5950 метрів.